# Робер Леру
Робер Леру (фр. Robert Leroux, нар. 22 серпня 1967, Касабланка, Марокко) — французький фехтувальник на шпагах, бронзовий призер Олімпійських ігор 1996 року, чемпіон світу.

## Виступи на Олімпіадах
| Олімпіада      | Дисципліна          | Місце |
| -------------- | ------------------- | ----- |
| Барселона 1992 | командна шпага      | 4     |
| Атланта 1996   | індивідуальна шпага | 12    |
| Атланта 1996   | командна шпага      | 3     |